# ليو ليجراند
ليو ليجراند (بالفرنسية: Léo Legrand)‏
```
هو 
ممثل
 
فرنسي
، ولد في 5 نوفمبر 1995 في 
فرنسا
.
[
2
]
```

## وصلات خارجية
- ليو ليجراند على موقع IMDb (الإنجليزية)
- ليو ليجراند على موقع ألو سيني (الفرنسية)
- ليو ليجراند على موقع أول موفي (الإنجليزية)
- ليو ليجراند على موقع قاعدة بيانات الفيلم (الإنجليزية)
- ليو ليجراند على موقع كينوبويسك (الروسية)